# Stagger Lee
Stagger Lee est le titre d'une chanson traditionnelle américaine. Les paroles s'inspirent d'un fait divers qui s'est déroulé en 1895. Il en existe de nombreuses reprises sous différents titres (Stack O'Lee,Stack-a-Lee, Stagolee...), dont la plus célèbre est celle de Lloyd Price.
La chanson s'inspire de l'histoire vraie de Lee Shelton, proxénète noir de Saint-Louis, Missouri, condamné pour le meurtre de son ami William Lyons le 27 décembre 1895. Shelton est mort en prison en 1912 de la tuberculose.
La version de Stack O'Lee Blues enregistrée par Mississippi John Hurt en 1928 figure dans la liste des « 500 chansons qui ont façonné le rock 'n' roll » (500 Songs That Shaped Rock and Roll) du Rock and Roll Hall of Fame.

## Premières versions
Il semble que la chanson soit née immédiatement après les faits. En 1897, le Kansas City Leavenworth Herald mentionne un morceau intitulé Stack-a-Lee interprété par « Prof. Charlie Lee, the piano thumper ». En 1911, Guy B. Johnson publie une des premières versions dans le Journal of American Folklore. La version du morceau la plus ancienne qui nous soit parvenue est celle enregistrée en 1910 par le folkloriste John Lomax pour la Bibliothèque du Congrès américain. La première version enregistrée avec des paroles est celle de Lovie Austin, Skeeg-a-Lee Blues, en 1924.
Parmi les autres enregistrements anciens de ce morceau, on trouve notamment :
- The Waring's Pennsylvanians, Stack O' Lee blues (1923)
- Frank Westphal & His Regal Novelty Orchestra, Stack O' Lee blues (1923)
- Herb Wiedoeft and his band, Stack O' Lee blues (1924)
- Johnny Dodds avec Ford and Ford, Skeeg-a-Lee Blues (1924)
- Ma Rainey and Her Georgia Band, avec Louis Armstrong, Stack O' Lee blues (1925)
- Frank Hutchison, Stackalee (1927)
- Duke Ellington, Stack O' Lee blues (1928)
- Furry Lewis, Billy Lyons and Stack O'Lee (1928)
- Mississippi John Hurt, Stack O'Lee Blues (1928)
- Cab Calloway, Stack O'Lee Blues (1931)
- Ivory Joe Hunter, Stackolee (1933)
- Big Joe Williams, Stagolee (1935)
- Woody Guthrie, Stackolee (1941)

## Versions après guerre
Lloyd Price a enregistré en 1958 une version rock 'n' roll très populaire qui a elle aussi souvent été reprise par la suite. Cette version, numéro 1 aux États-Unis en février 1959, est classée 456e parmi les 500 plus grandes chansons de tous les temps selon Rolling Stone du magazine Rolling Stone.
Parmi les autres interprétations de ce morceau, on peut citer :
- Big Bill Broonzy, Sonny Boy Williamson II et Memphis Slim, Stackalee (1947)
- Archibald, Stack-A'Lee, part 1 & 2 (single 1950, Imperial)[4], n°10 dans les charts rhythm and blues ;
- Tennessee Ernie Ford, Stack-O-Lee (single, 1951)
- Dave Bartholomew, The Ballad of Stack-O-Lee (1952) ;
- Sidney Bechet And His Blue Note Jazzmen, Stack O'Lee Blues (1950);
- Lonnie Donegan Skiffle Group, Stackalee (1956)
- Lloyd Price, Stagger Lee (single, 1958)[5] ;
- Pete Seeger, Stagolee, sur l'album American Favorite Ballads, Volume 2 (1958) ;
- Jerry Lee Lewis, Stagger Lee (1959) ;
- Champion Jack Dupree, Stack-O-Lee, sur l'album Blues From The Gutter (1959) ;
- Fats Domino, Stack & Billy (1959), et Stagger Lee, en concert ;
- Bill Haley and His Comets, Stagger Lee, sur leur album éponyme (1960) ;
- Memphis Slim, Stackalee (1961);
- The Isley Brothers, Stagger Lee, sur Twisting and Shouting (1962) ;
- Moustique, Stagger Lee (1964) en français ;
- Trini Lopez, Stagger Lee, sur Live at Basin St. East (1964) ;
- Johnny Rivers, Stagger Lee, sur l'album Meanwhile Back at The Whisky à Go Go (1965) ;
- Ike and Tina Turner, Stagger Lee and Billy (single, 1965), avec des paroles et une mélodie différentes ;
- Lee Dorsey, Stagger Lee (1966) ;
- James Brown, Stagger Lee, sur Cold Sweat (1967) ;
- Wilson Pickett, Stack-O'Lee (single, 1967), n°30 dans les charts rhythm and blues  ;
- Sam the Sham, Stagger Lee, sur Ten Of Pentacles (1968) ;
- Mary Wells, Stagger Lee, sur Servin' Up Some Soul (1968) ;
- Taj Mahal, Stagger Lee, sur Giant Steps / The Old Folks at Home (1969) ;
- Pacific Gas and Electric, Staggolee, sur Are You Ready? (1970)
- Elvis Presley, Stagger Lee, dans le documentaire That's The Way It Is (1970) ;
- Tim Hardin, Stagger Lee ;
- Dr. John, Stack A Lee (1972) ;
- John Holt, Stagger Lee (single, 1972) ;
- Ike and Tina Turner, Stagger Lee (1973), version "originale" ;
- Professor Longhair, Stag-O-Lee, sur Rock 'N' Roll Gumbo (1974) ;
- Grateful Dead, Stagger Lee, sur Shakedown Street (1978), avec une réécriture des paroles par Robert Hunter et un nouvel arrangement musical par Jerry Garcia[6] ;
- Neil Diamond, Stagger Lee, sur September Morn (1979) ;
- Tom Jones, Stagger Lee en concert ;
- Southside Johnny And The Asbury Jukes, Stagger Lee, sur l'album Live - Reach Up And Touch The Sky (1981) ;
- The Fabulous Thunderbirds, Stagger Lee, sur la bande originale du film Porky's Revenge! (1985) ;
- Merle Travis, Stack O'Lee, sur Rough, Rowdy And Blue (1986) ;
- Willie and the Poor Boys, Stagger Lee, sur Tear it up - Live (1994) ;
- Bob Dylan, Stack a Lee, sur World Gone Wrong (1993) ;
- Huey Lewis and the News, Stagger Lee, sur Four Chords & Several Years Ago (1994)
- Nick Cave and the Bad Seeds, Stagger Lee, sur Murder Ballads (1996);
- Beck, Stagolee, sur Avalon Blues A Tribute To The Music Of Mississippi John Hurt (2001) ;
- The Black Keys, Stack Shot Billy, sur Rubber Factory (2004) ;
- Chris Whitley & Jeff Lang, Stagger Lee sur leur album commun Dislocation Blues (2006)
- Eric Bibb, Stagolee, sur le DVD Up Close with Eric Bibb (2007) ;
- Samuel L. Jackson, Stackolee, dans le film Black Snake Moan (2007) ;
- Keb' Mo', Stack O Lee, sur la musique du film Honeydripper (2008)

Il existe encore des versions interprétées par Johnny Otis, Dion and the Belmonts, The Righteous Brothers, Tommy Roe, Wilbert Harrison, Dave Van Ronk, Doc Watson, Prince Buster, Rory Block, etc.
Les chansons Long Gone Geek de Procol Harum, sur la face B de A Salty Dog (1969), Wrong 'Em Boyo des Rulers (1966), repris par The Clash sur l'album London Calling en 1979, et Mrs. DeLion's Lament de David Bromberg, sur Reckless Abandon (1977), relatent aussi cet événement.